# 片害共生
片害共生（へんがいきょうせい、amensalism）とは、共生の一種で、一方は不利益や損害を被るが、もう一方には利害が発生しない関係のことである。
片利共生とは、片方が利益を得るか不利益を被るかという点で異なり、寄生は一方が利益を得て、もう一方は不利益を被るという点で異なる。